# Konkurrenztheorie
Die angelsächsische Konkurrenztheorie, auch als Elitentheorie bezeichnet, ist eine Demokratietheorie, die nicht von einem einheitlichen Willen, sondern von der Gespaltenheit der Gesellschaft vor dem Hintergrund unterschiedlicher ökonomischer Interessen und weltanschaulich-politischer Willensrichtungen ausgeht. Sie steht damit im Gegensatz zur Identitätstheorie.

## Geschichte
Ein Vertreter der Konkurrenztheorie war der österreichische Nationalökonom und Gesellschaftstheoretiker Joseph Alois Schumpeter. Dieser sah ähnlich der elitistischen Demokratietheorie des deutschen Soziologen Max Weber den demokratischen Weg als „diejenige Ordnung der Institutionen zur Erreichung politischer Entscheidungen, bei welcher Einzelne die Entscheidungsbefugnis vermittels eines Konkurrenzkampfs um die Stimmen des Volkes erwerben.“

## Wählerbild
Die wesentlichen Kennzeichen des Wählerbildes in der Konkurrenztheorie sind:
- Reduziertes Verantwortungsgefühl (um aktive Mitwirkung an der Politik)
- Geringe Willensäußerungen
- Geringe oder keine politische Partizipation (Apathie, Entfremdung)

## Gesellschaftsauffassung
Die wesentlichen Kennzeichen der Gesellschaftsauffassung in der Konkurrenztheorie sind:
- Politische Gruppen beeinflussen die Gesellschaft (Parteien, Vereine, Gewerkschaften)
- Volkswille wird geformt (siehe oben)
- Pluralismus
- Hauptaufgabe Wahl von politischen Eliten (Elitentheorie)

## Staatsauffassung
Die wesentlichen Kennzeichen der Staatsauffassung in der Konkurrenztheorie sind:
- Regulation des Konkurrenzkampfes (Regeln/Methoden)
- Wahl von Repräsentanten
- Indirekte Demokratie

## Kritik
Als Kritikpunkte werden genannt:
- Wenig politisches Interesse bei Bürgern vorhanden, weil Parteien die Entscheidungen für die Bürger treffen
- Gefahr, dass die Eliten ihre eigenen Interessen durchsetzen (Elitenpluralismus)
- Gefährdung der Volksherrschaft, da Politiker nicht an Wahlversprechen gebunden sind